# Lauderdale County, Alabama
Lauderdale County är ett administrativt område i delstaten Alabama, USA, med 92 709 invånare. Den administrativa huvudorten (county seat) är Florence.

## Geografi
Enligt United States Census Bureau har countyt en total area på 1 862 km². 1 734 km² av den arean är land och 128 km² är vatten.

### Angränsande countyn
- Lawrence County, Tennessee - nord
- Wayne County, Tennessee - nord
- Giles County, Tennessee - nordöst
- Limestone County, Alabama  - öst
- Lawrence County, Alabama - sydöst
- Colbert County, Alabama - syd
- Tishomingo County, Mississippi - väst
- Hardin County, Tennessee - nordväst